# بزماهی ماسکارین
بزماهی ماسکارین (نام علمی: Upeneus mascareinsis) نام یک گونه از تیره بزماهیان است.